# Monserrate
El cerro de Monserrate es el más conocido de los cerros Orientales de Bogotá. Junto a Guadalupe es uno de los cerros tutelares de la ciudad. Monserrate tiene una altitud de 3152 m y se ubica sobre la cordillera oriental.
Los cerros de Bogotá, de origen sedimentario, tienen por lo menos 16 millones de años de antigüedad, con rocas de edad cretácica pertenecientes al Grupo guadalupe, en lo que se refiere al aspecto geológico. Hasta mediados del siglo XVII fue conocido como cerro de Las Nieves. La basílica del Señor de Monserrate ha sido lugar de peregrinación religiosa desde la época colonial y se constituye en un atractivo natural, religioso, gastronómico de la ciudad. Se puede ascender al cerro por el sendero peatonal, por teleférico (cable aéreo inaugurado el 27 de septiembre de 1955) por funicular (por riel terrestre, inaugurado en 1929).

## Historia
El cerro de Monserrate, ubicado al oriente del Distrito Capital Colombiano el cual es una de las formaciones más reconocibles de la sabana de Bogotá, así como uno de los símbolos de la ciudad. Perteneciente a los cerros Orientales. El conquistador español Gonzalo Jiménez de Quesada fundó el primer asentamiento español en la región del valle de los Alcázares, en la actual carrera Segunda con calle Trece, no lejos del Chorro de Quevedo, que posteriormente se llamó Pueblo Viejo, entonces conocido como Teusaquillo .
En 1620, la familia Fernández de Valenzuela inició la construcción de las ermitas del cerro, el cual sería conocido como de Las Nieves hasta mediados del siglo XVIII. De hecho, Pedro Fernández de Valenzuela con la autorización de Juan de Borja y Armendia, Presidente del Nuevo Reino de Granada, erigió una capilla dedicada a la Santa Cruz de Monserrate. Años después, Pedro Solís de Valenzuela fundó un monasterio dedicado a Santa María de la Cruz de Monserrate, evocando el de la cartuja de Santa María de El Paular de Segovia, donde tenía un hermano monje, realizándose los trabajos de ampliación de la capilla y la casa anexa en la segunda mitad de los años 1650. En el mismo periodo se adecuó un camino que desde la iglesia de Las Nieves llevaba hasta la cima del cerro, contando en su recorrido con pequeñas capillas para los peregrinos, que recordaban las de los cerros de Belén y de Montserrat, respectivamente en Andalucía y Cataluña.
En la cima de este cerro se encuentra el santuario del Señor Caído de Monserrate, cuya actual construcción de estilo neogótico diseñada por Arturo Jaramillo y fue terminada en 1925, y exhibe la talla del Señor Caído de Monserrate, elaborada por Pedro de Lugo y Albarracín en el siglo XVI.
El servicio de funicular para ascender el cerro fue inaugurado el 18 de agosto de 1929 a las diez de la mañana. La fachada de la iglesia, así como la del edificio de ingreso al funicular fueron planchadas y remodeladas en los años 1960 para darle un estilo "Falso neocolonial", muy de moda en esa época, y que destruyó muchas de las obras republicanas e historicistas de comienzos del siglo XX.

## Aspectos naturales

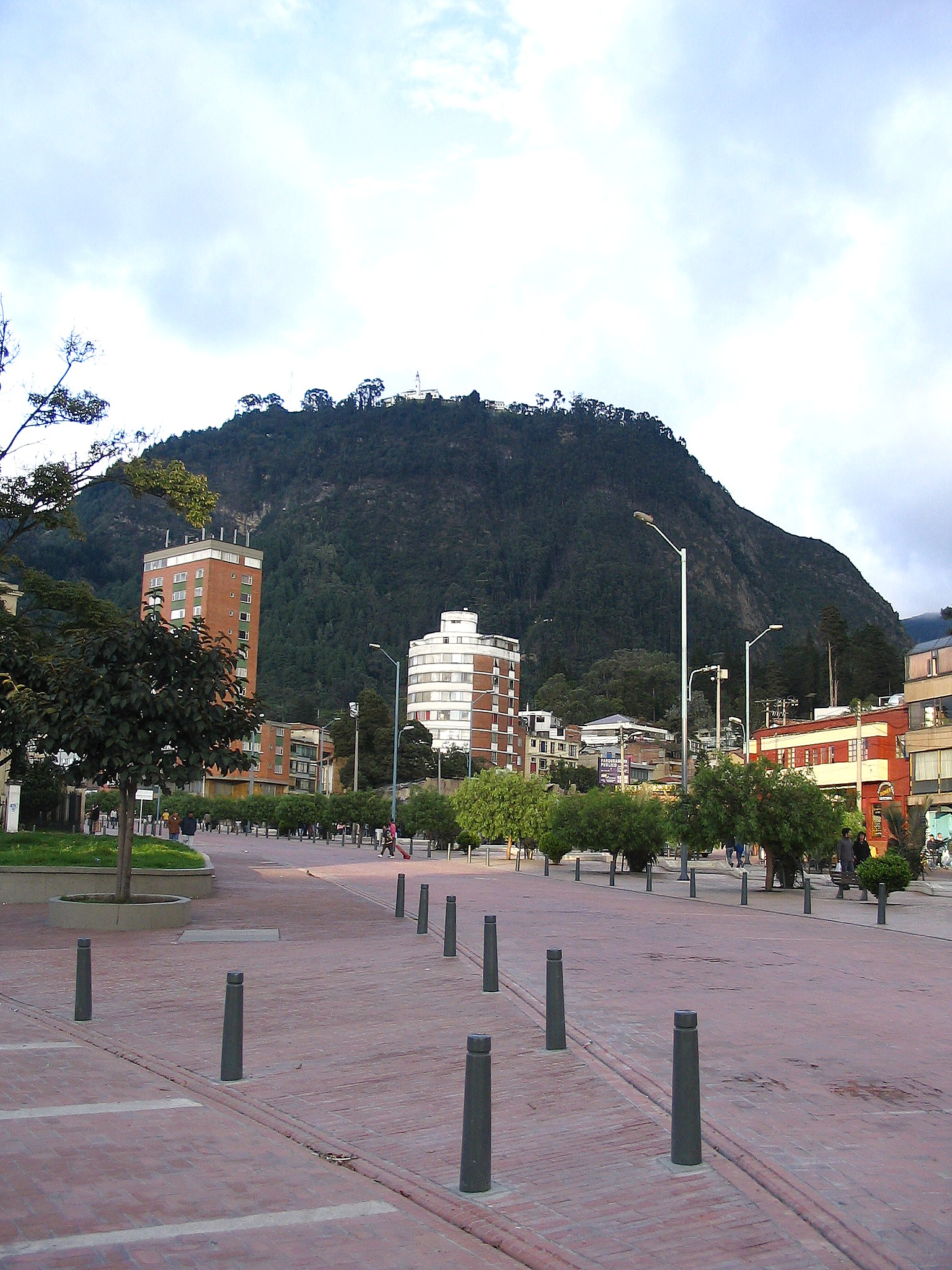
Fotografía del Cerro Monserrate desde el Parque de los Periodistas (Eje Ambiental) de Bogotá.

En 1992 fue creado el Parque Corredor Ecológico, que adopta el Plan de Ordenamiento Físico del Sistema Orográfico con el fin de conformar un área de preservación ambiental en el borde de la ciudad, sobre el espacio rural de los cerros orientales y surorientales. Sus terrenos fueron cedidos al Parque nacional Enrique Olaya Herrera.
Si bien el cerro de Monserrate ha perdido la mayor parte de fauna y flora nativa a causa de la deforestación, incendios forestales e introducción de especies exóticas, es posible aún encontrar ecosistemas de bosque andino, mamíferos pequeños y cerca de 58 especies de aves. Asimismo, sobresale como un escenario ideal para la práctica del deporte, debido al entorno natural y la calidad del aire.

## Métodos de ascenso
Se encuentran habilitados tres métodos principales de ascenso:
- Funicular: Funciona de lunes a viernes entre 7:00 a. m. y 10:00 p. m., sábados de 7:00 a. m. a 4:00 p. m., los domingos entre 5:30 a. m. a 5:00 p. m. y los festivos de 6:30 a. m. a 11:45 a. m.[6]
- Teleférico: Funciona de lunes a sábados entre 12:00 m. a 10:00 p. m., domingos entre 8:30 a. m. a 4:30 p. m. y los festivos de 12:00 m. a 5:00 p. m.[6]
- Sendero peatonal: Abierto al público todos los días menos el martes,[7] el ascenso al cerro a través del sendero se permite desde las 5:00 a. m. hasta la 1:00 p. m. y el descenso por el sendero es permitido hasta las 4:00 p. m.[8] En marzo de 2017 este fue reabierto después de varios meses de obras para su reacondicionamiento.

## Galería

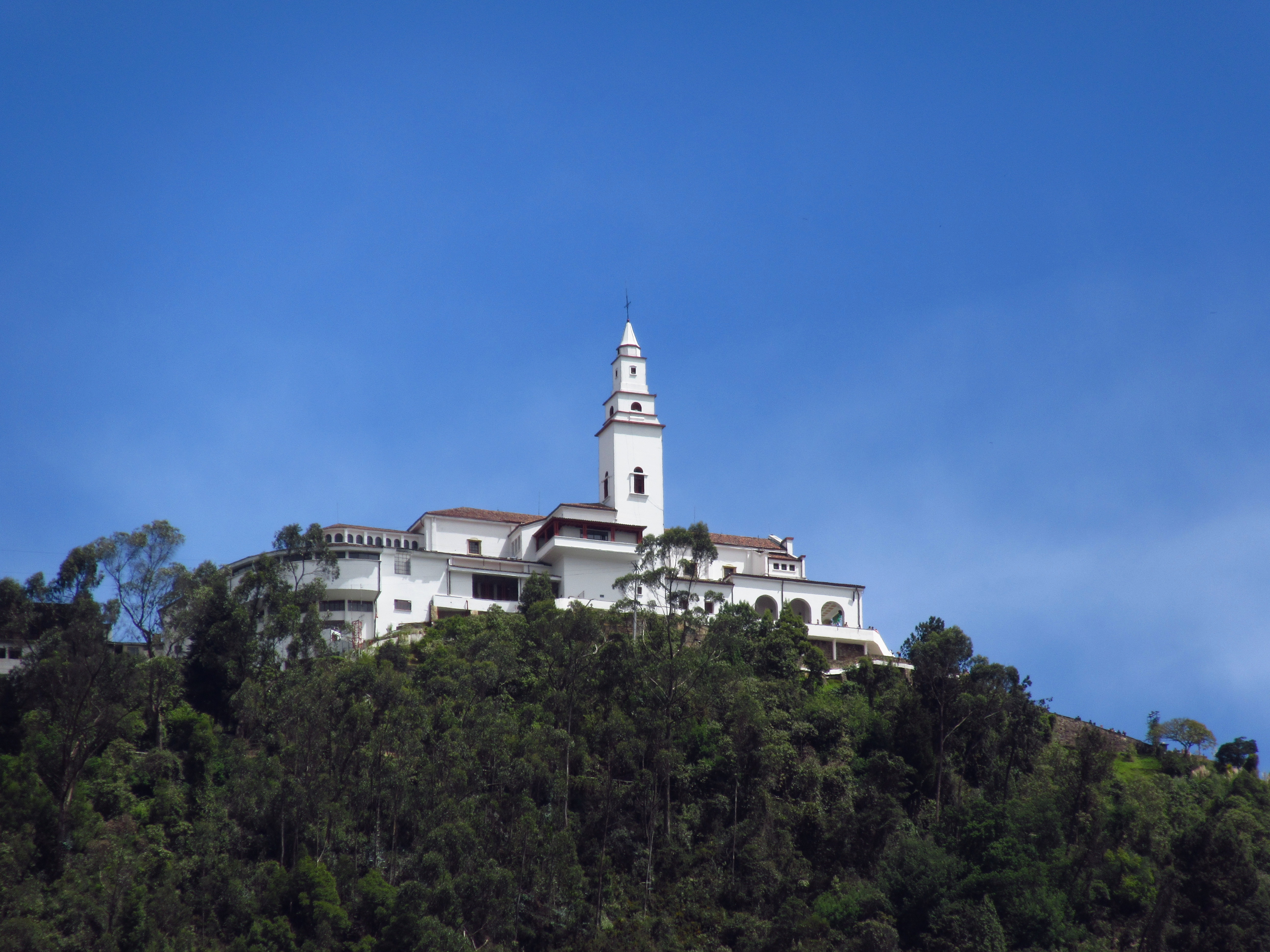
Iglesia de Monserrate
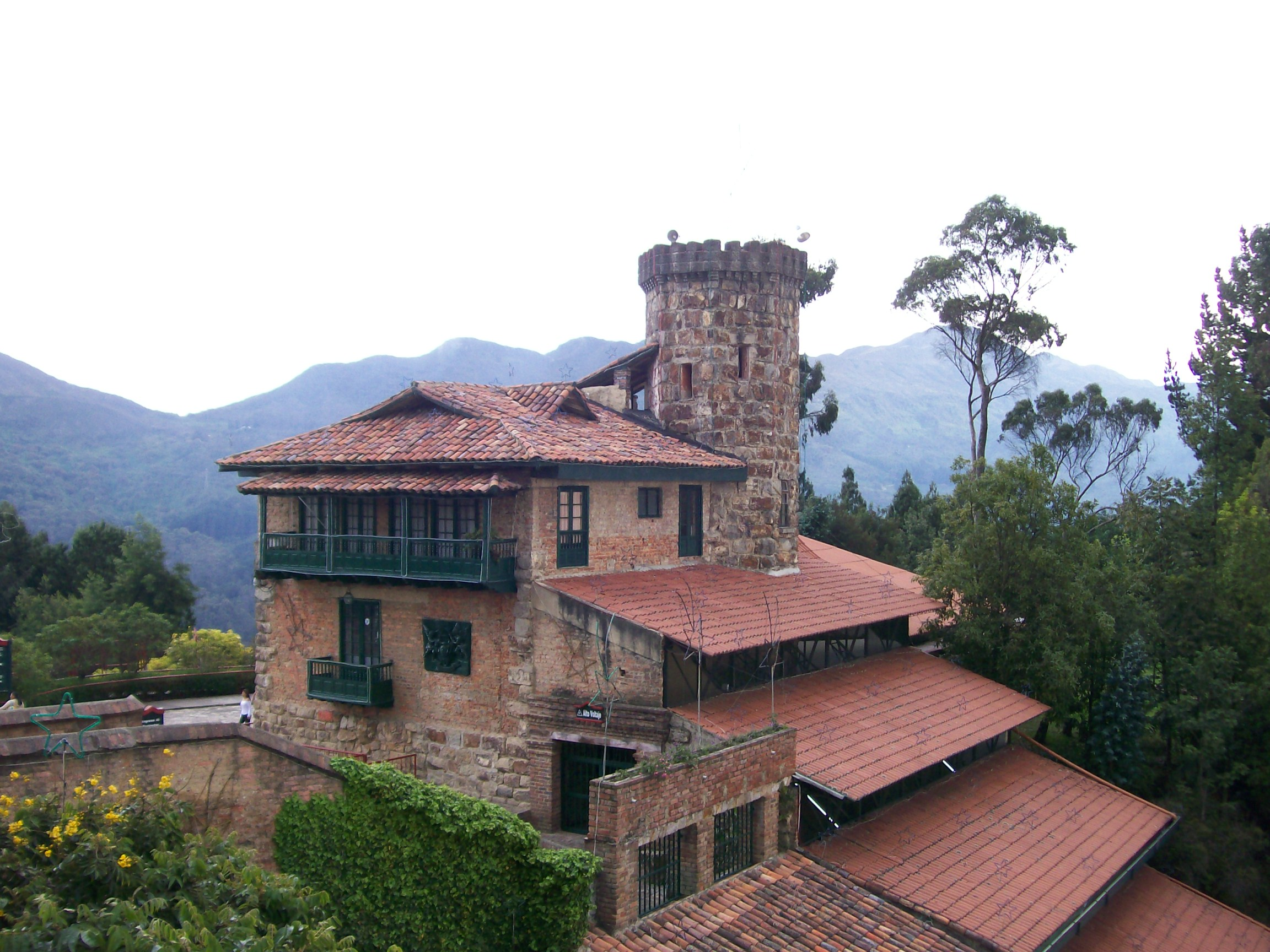
Estación de teleférico y de funicular
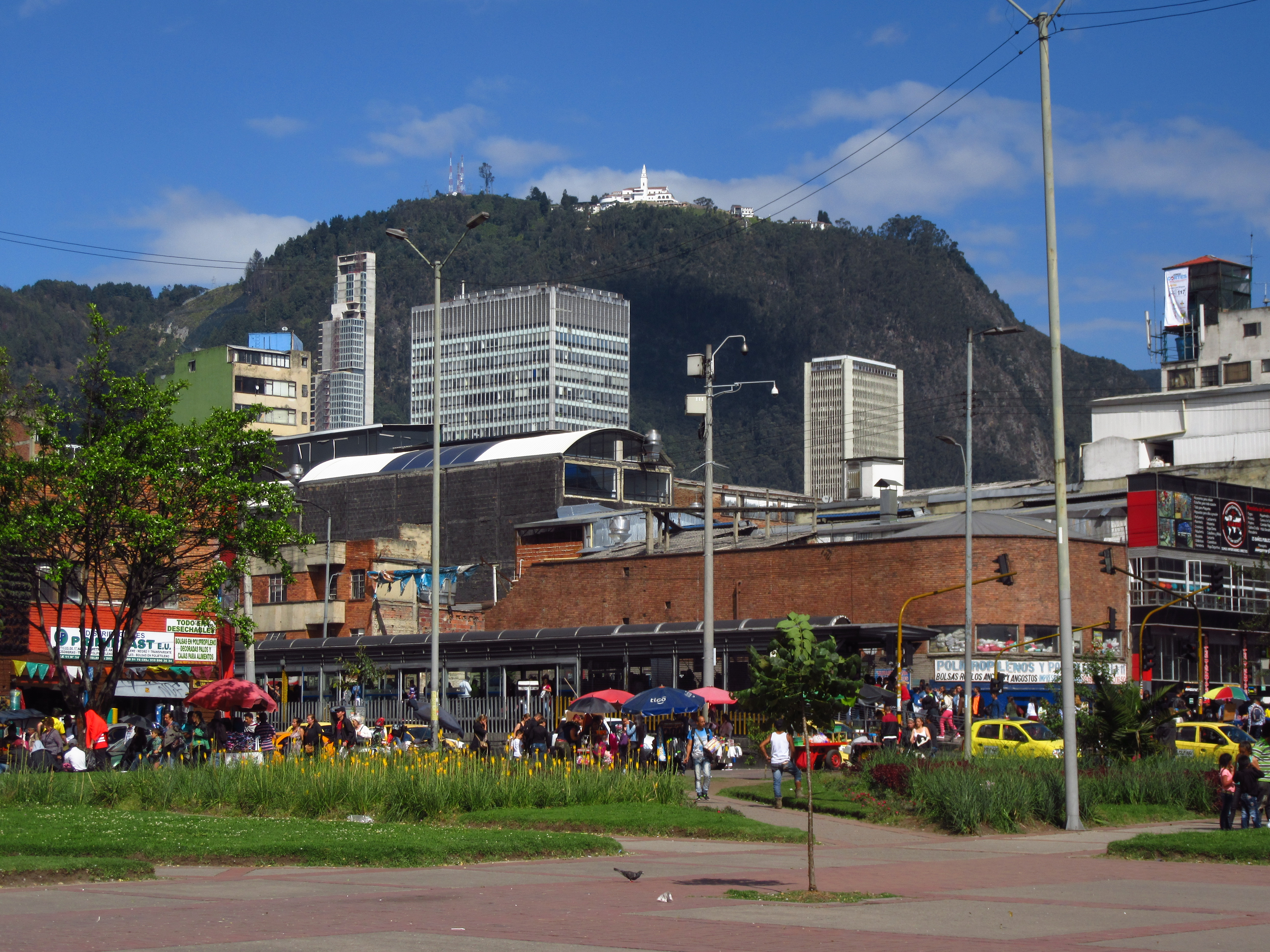
Cerro de Monserrate desde la plaza de Los Mártires
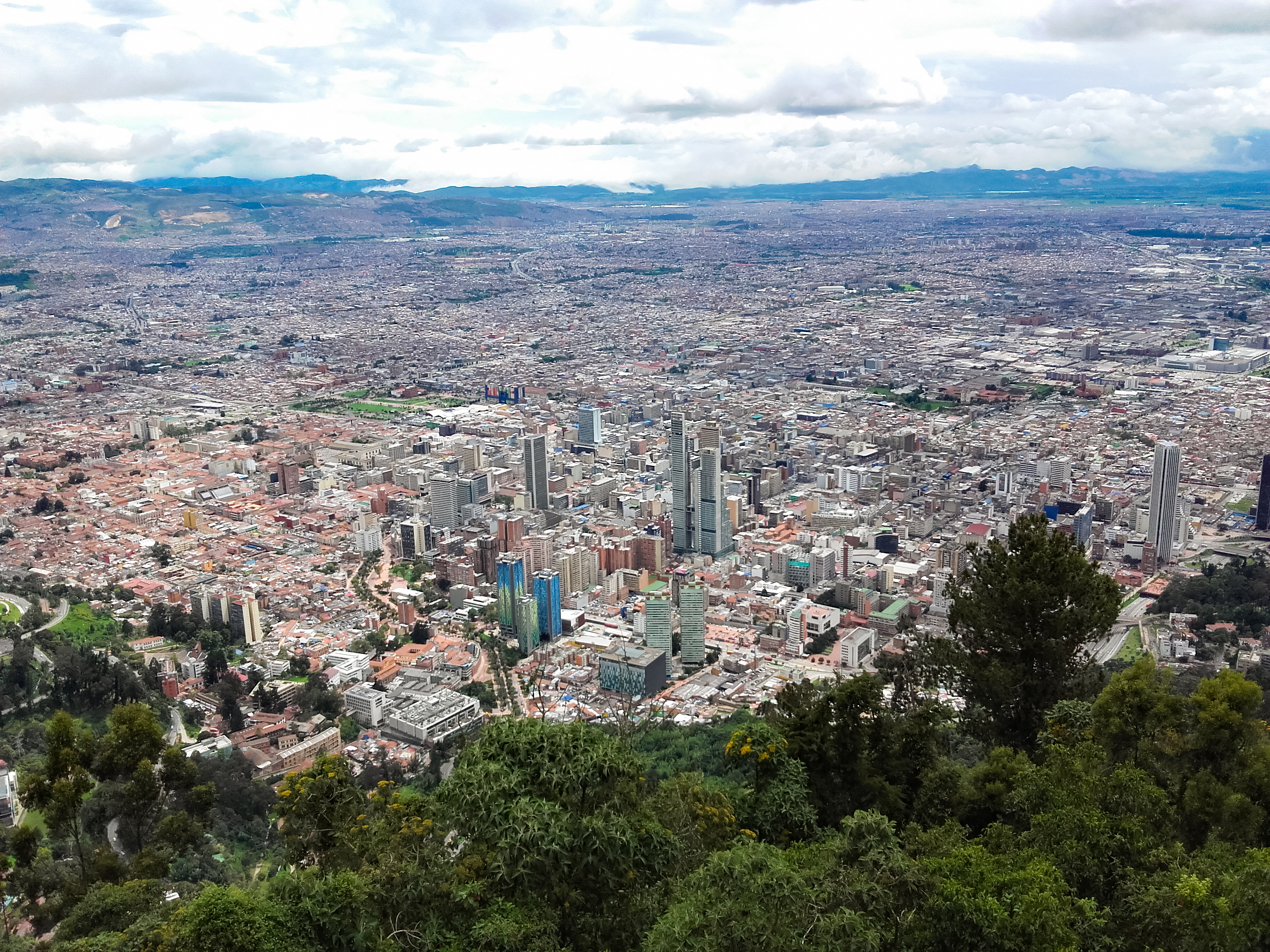
Vista desde Monserrate
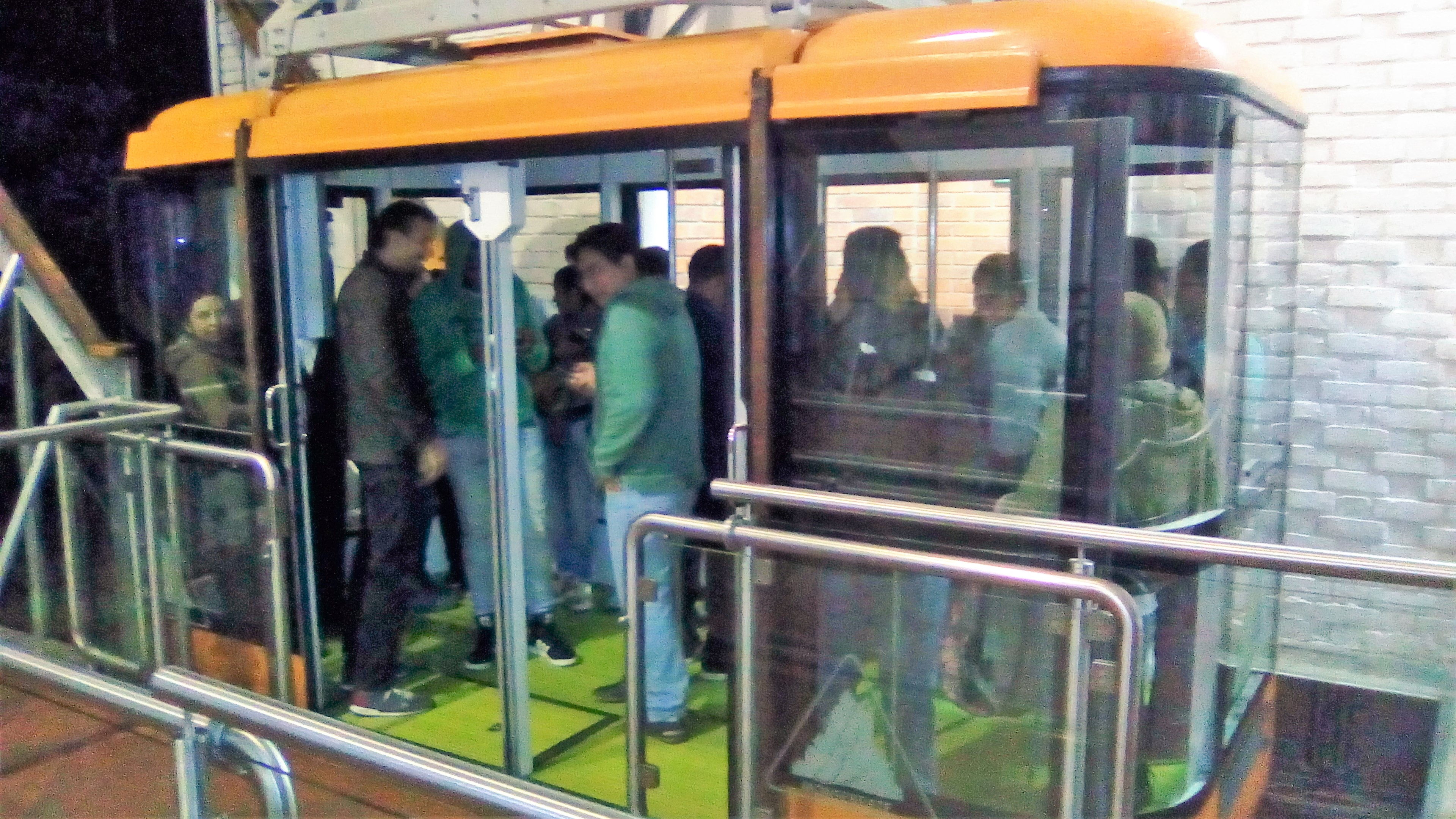
Teleférico de Monserrate